# آندره کاسترو
آندره کاسترو (انگلیسی: André Castro؛ زادهٔ ۲ آوریل ۱۹۸۸) بازیکن فوتبال اهل پرتغال است که در براگا به عنوان هافبک میانی بازی می‌کند.
وی همچنین در تیم‌های ملی فوتبال زیر ۱۷ سال پرتغال، زیر ۱۸ سال پرتغال، زیر ۱۹ سال پرتغال، زیر ۲۰ سال پرتغال، زیر ۲۱ سال پرتغال، و زیر ۲۳ سال پرتغال بازی کرده‌است.